# Hugh Mulzac
Hugh Mulzac (ur. 26 marca 1886, zm. 30 stycznia 1971) – pierwszy afroamerykański oficer marynarki handlowej, który dowodził zintegrowaną załogą podczas II wojny światowej.

## Życiorys
Urodził się 26 marca 1886 na Union Island. Mulzac wstąpił do Swansea Nautical College w Południowej Walii, aby przygotować się do kariery marynarza. Został obywatelem amerykańskim w 1918 roku i kontynuował naukę w Shipping Board w Nowym Jorku. Zdobył stopień kapitana w marynarce handlowej w 1918 roku, ale z powodu uprzedzeń rasowych odmówiono mu prawa do dowodzenia statkiem. W 1942 roku, przeciw przeciwnościom losu Kapitan Hugh Mulzac został pierwszym afroamerykańskim oficerem marynarki handlowej, który dowodził zintegrowaną załogą podczas II wojny światowej.

## W popkulturze
Postać kapitana Hugh Mulzaca została wspomniana m.in. w odcinku Trochę historii (ang. Nugget of History) serialu Nie ma to jak hotel (ang. The Suite Life of Zack & Cody).